# Anna Jagellonská (1476–1503)
Anna Jagellonská (polsky: Anna Jagiellonka; litevsky: Ana Jogailaitė, německy: Anna Jagiellonica; 12. března 1476, Nieszawa – 12. srpna 1503, Ueckermünde) byla polská princezna z dynastie Jagellonců a sňatkem vévodkyně pomořanská.

## Život

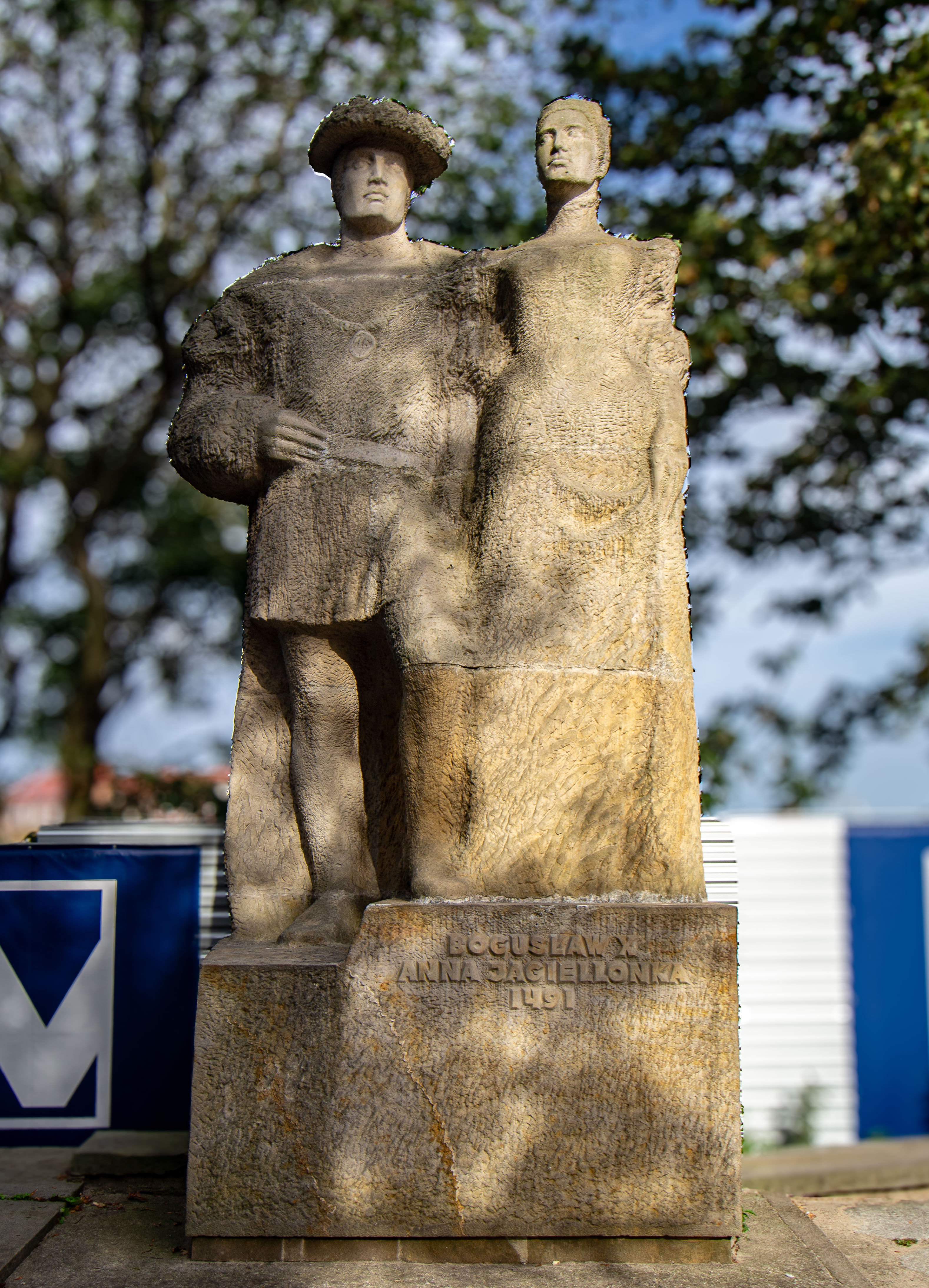
Socha Anny s manželem Bohuslavem X. u štětínského zámku

Narodila se v Nieszawě jako pátá dcera krále Kazimíra IV. Polského a arcivévodkyně Alžběty Rakouské.
Od listopadu 1479 do podzimu 1484 žila Anna se svou rodinou v Litevském velkoknížectví a později doprovázela své rodiče na cestách po Polsku a Litvě. Nemáme žádné informace o jejím dětství a vzdělání.
Kazimír IV. chtěl zařídit sňatek Anny a arcivévody Maxmiliána Rakouského, syna a dědice císaře Fridricha III. Na jaře 1486 přijeli do Kolína nad Rýnem polští vyslanci, aby návrh projednali, ale Habsburkové o věc nejevili zájem.
Provdala se za vévodu Bohuslava X. Pomořanského. Z tohoto manželství se narodilo osm potomků:
- Anna Pomořanská (* na přelomu let 1491/1492, zemřela 25. dubna 1550) – manželka Jiřího I. Břežského, vévody lehnického, vévodkyně břežská a lubinská,
- Jiří I. Pomořanský (* 11. dubna 1493, zemřel na přelomu 9. a 10. května 1531) – vévoda pomořanský, štětínský a velhošťský,
- Kazimír (* 28. dubna 1494, zemřel 29. října 1518),
- Alžběta (* začátkem roku 1499, zemřela před 27. květnem 1518),
- Barnim (* 12. dubna 1500, zemřel před 2. prosincem 1501),
- Žofie Pomořanská (* na začátku roku 1501, zemřela 13. května 1568) – manželka Bedřicha I. Oldenburského, krále Dánska a Norska,
- Barnim IX. Zbožný (Starý) (* 2. prosince 1501, zemřel 2. listopadu 1573) – vévoda pomořanský, štětínský a velhošťský,
- Ota IV. (* nejdříve v druhé polovině roku 1502, nejpozději před 12. srpnem 1503, zemřel před rokem 1518).